# Macrocentrus blandoides
Macrocentrus blandoides är en stekelart som beskrevs av Van Achterberg 1993. Macrocentrus blandoides ingår i släktet Macrocentrus och familjen bracksteklar. Inga underarter finns listade i Catalogue of Life.